# ویکتور کابررا (بازیکن فوتبال آرژانتین)
ویکتور کابررا (اسپانیایی: Víctor Cabrera‎؛ زادهٔ ۷ فوریهٔ ۱۹۹۳) بازیکن فوتبال اهل آرژانتین است.

## باشگاهی
از باشگاه‌هایی که در آن بازی کرده‌است می‌توان به باشگاه فوتبال ریور پلاته و باشگاه فوتبال مونترال اشاره کرد.